# ダウガフピルス市電
ダウガフピルス市電（ラトビア語: Tramvaju satiksme Daugavpilī）は、ラトビア（旧：ソビエト連邦）のダウガフピルス市内を走る路面電車である。

## 概要
ソビエト連邦時代の1946年11月5日に開通した、ラトビア第2の都市・ダウガフピルスの路面電車。都市の発展と共に延伸が続き、1977年までに現在のおおよその路線網が完成した。ソビエト連邦の崩壊後はダウガフピルス市によって直接運営されていたが、2013年から2014年にかけて公営企業への再編が行われ、2020年現在は路線バスと共にダウガフピルス交通（Daugavpils satiksme）によって運営されている。
2022年現在、ダウガフピルス市電では以下の4系統が運行している。これらのうち3号線についてはダウガフピルス市の支援の元でダウガフピルス地方病院（Daugavpils Reģionālajai slimnīcai）方面への延伸工事が行われ、2020年2月5日に43年ぶりの新規区間として全長2.1 kmの路線（Stropu ezers - Čiekuru iela間）が開業した。続けて2022年1月24日からは市内中心部への利便性向上を目的として新たに4号線が設定され、2024年1月25日にも全長1.8 kmの新規区間の開通および系統の新設・再編が行われている。他にも欧州開発基金を用いた路線の改修や後述する新型超低床電車の導入も積極的に行われている。運賃はICカードを用いて支払う方式となっており、月間チケットは25ユーロで購入可能である。
| 系統番号 | 起点             | 終点             | 備考・参考                     |
| -------- | ---------------- | ---------------- | ------------------------------ |
| 1        | Butļerova iela   | Stacija          | [ 13 ]                         |
| 2        | Butļerova iela   | Maizes kombināts | [ 14 ]                         |
| 3        | Cietoksnis       | Cietoksnis       | ラケット式環状系統(反時計回り) |
| 4        | Maizes kombināts | Stacija          | 2024年現在運休中               |
| 5        | Cietoksnis       | Cietoksnis       | ラケット式環状系統(時計回り)   |

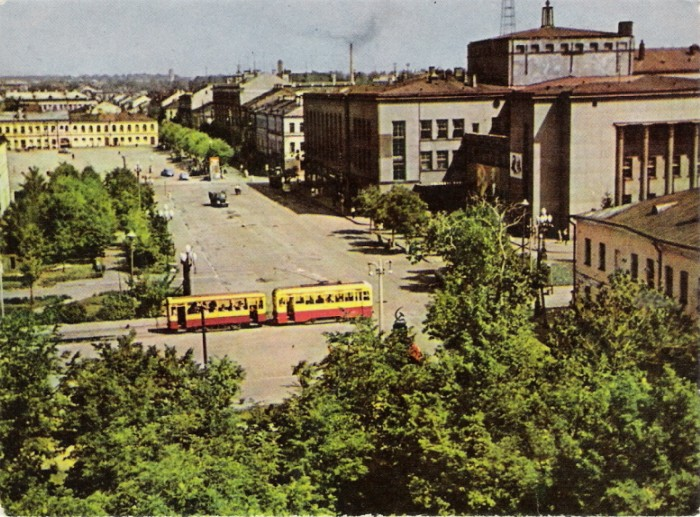
開業当初のダウガフピルス市電（1950年撮影）
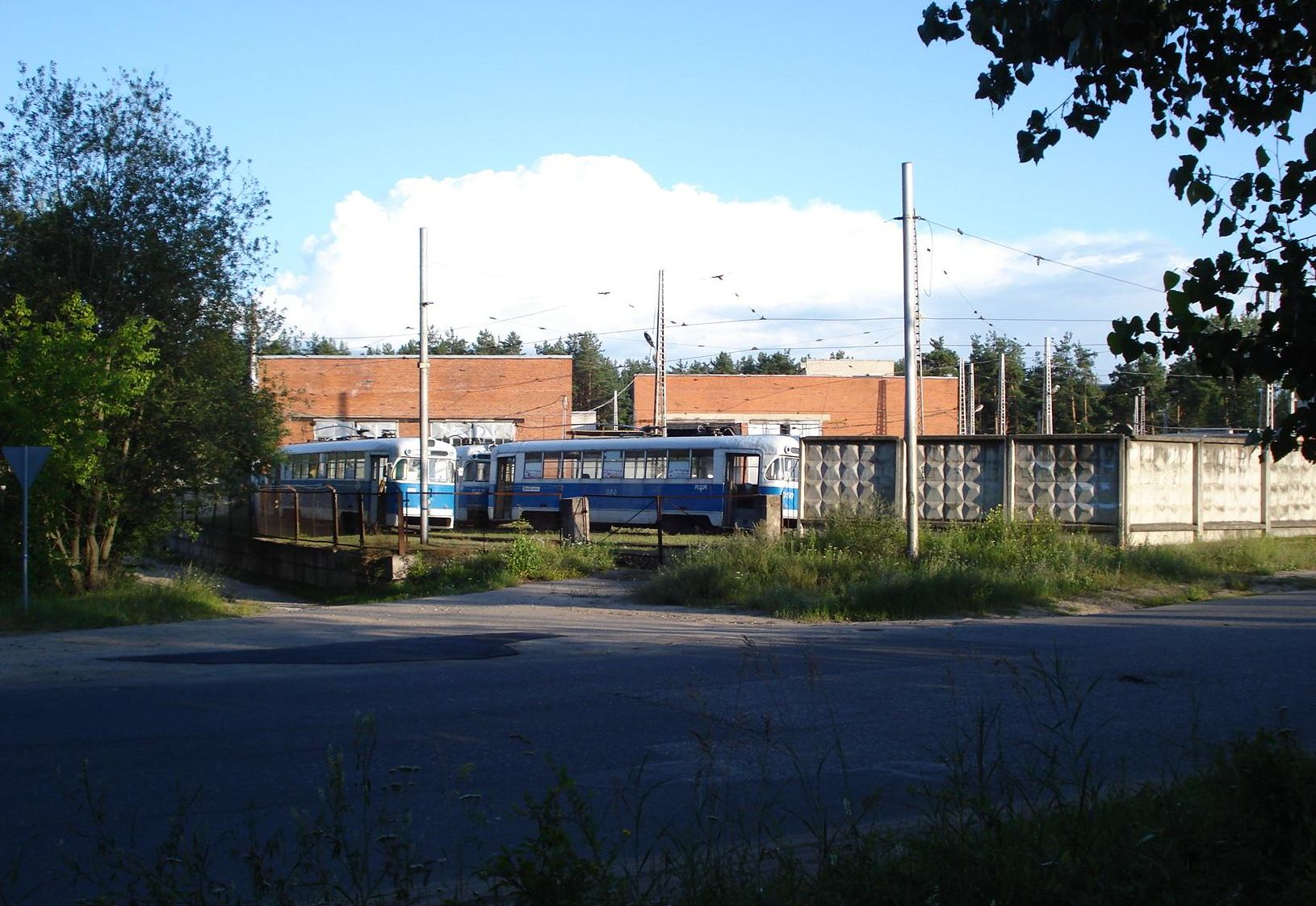
車庫（2009年撮影）
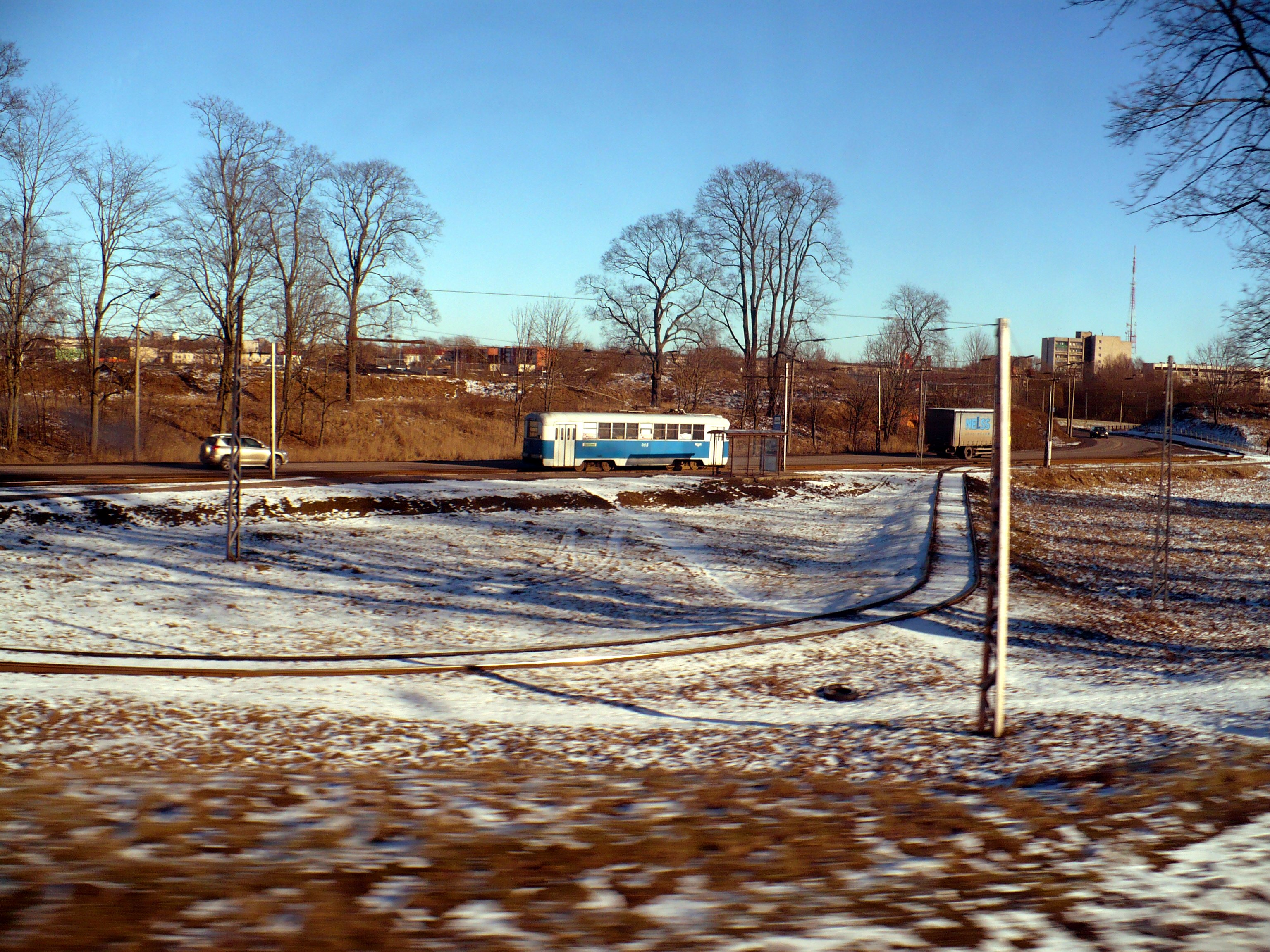
終端には折り返し用のループ線が存在する（2008年撮影）

## 車両
2023年の時点でダウガフピルス市電に導入されている車両は以下の通り。"シティスター"（71-911）を除いて全車とも集電装置にポールが用いられているが、2020年に導入された"シティスター"以降の車両にはシングルアーム式パンタグラフが採用されており、それに合わせた軌道の改修工事が進行している。
同年時点で導入が進められているのは、超低床電車のEVO1である。これは2022年10月に地元のダウガフピルス機関車修理工場（Daugavpils lokomotīvju remonta rūpnīca、DLRR）との間に4両の導入に関する契約が結ばれたもので、同社はチェコのプラゴイメックス社と提携する形で車両の製造がおこなわれている。
| 現有車両(2023年現在)     | 現有車両(2023年現在) | 現有車両(2023年現在)                                                                                         |
| 形式                     | 両数 (2019年時点)    | 解説 |
| ------------------------ | -------------------- | --- |
| RVZ-6                    | 5両                  | 2両は保留車、1両は放置中、2両(61、65)は臨時列車や団体列車に使用 うち1両（65）は団体客向けに内装を改造        |
| KTM-5(71-605)            | 10両                 | 老朽化のため"シティスター"へ置き換え予定                                                                     |
| KTM-8(71-608)            | 1両                  | 営業運転離脱後放置中                                                                                         |
| タトラT3D                | 8両                  | ドイツ(旧：東ドイツ)のシュヴェリーン市電からの譲渡車 2両編成(T3DC1+T3DC2)で運行 "シティスター"へ置き換え予定 |
| KTM-23(71-623-02)        | 8両                  | 部分超低床電車                                                                                               |
| KTM-31(71-631)           | 4両                  | 部分超低床電車 3車体連接車                                                                                   |
| "シティスター"(71-911)   | 8両                  | 100%超低床電車 2020年1月31日から営業運転開始                                                                 |
| 導入予定車両(2023年現在) |                      | |
| 形式                     | 両数                 | 解説 |
| EVO1                     | 4両(予定)            | 100%超低床電車                                                                                               |

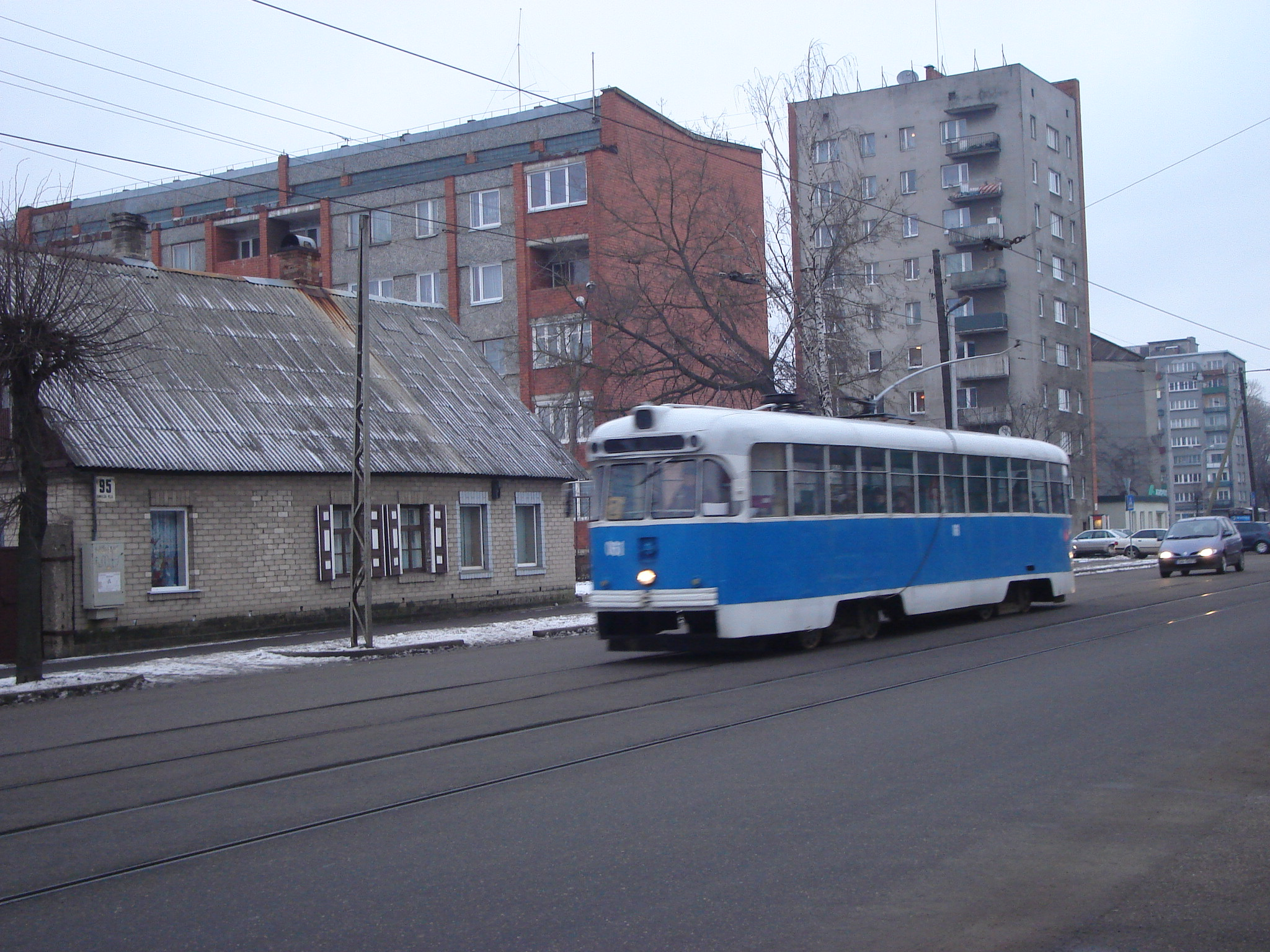
RVZ-6
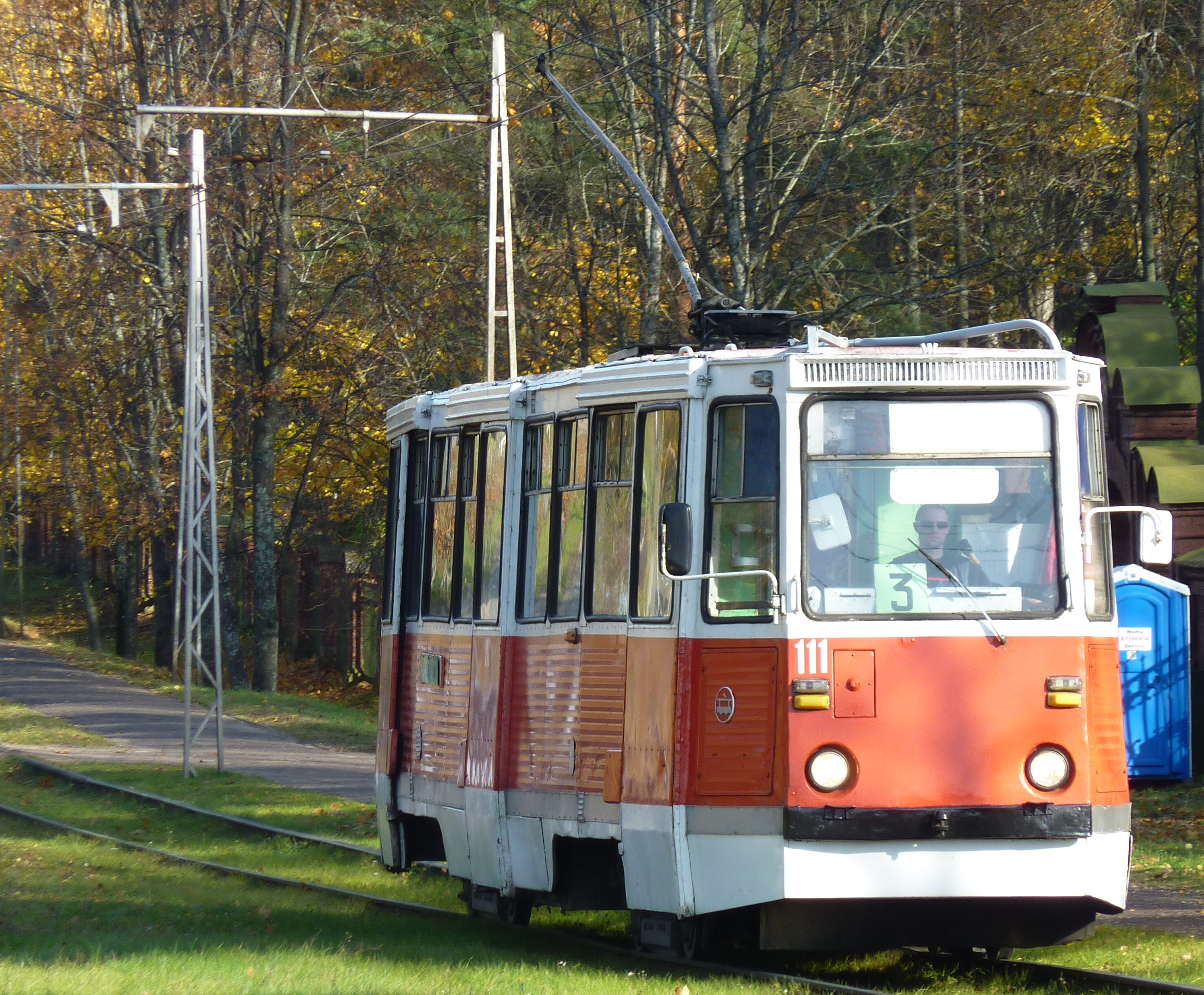
KTM-5（71-605）
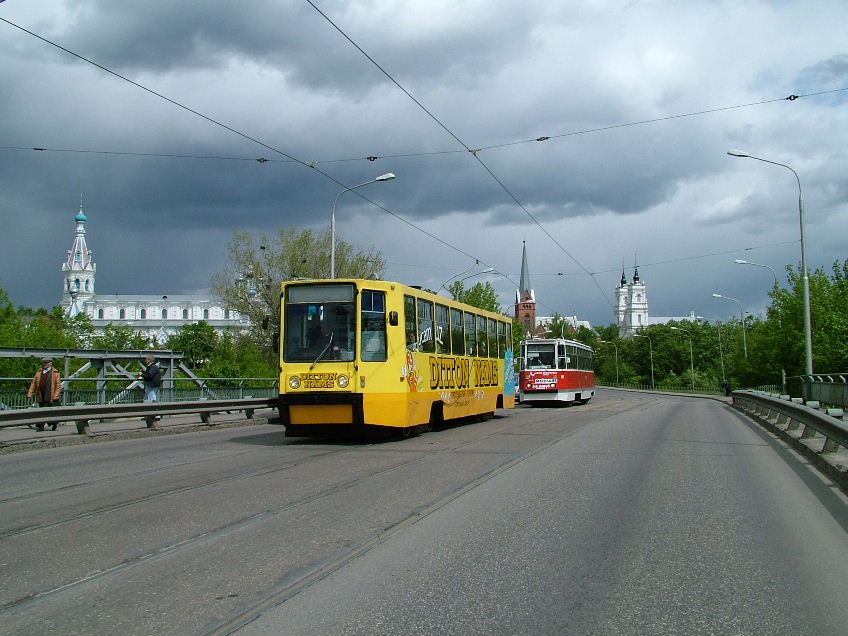
KTM-8（71-608）
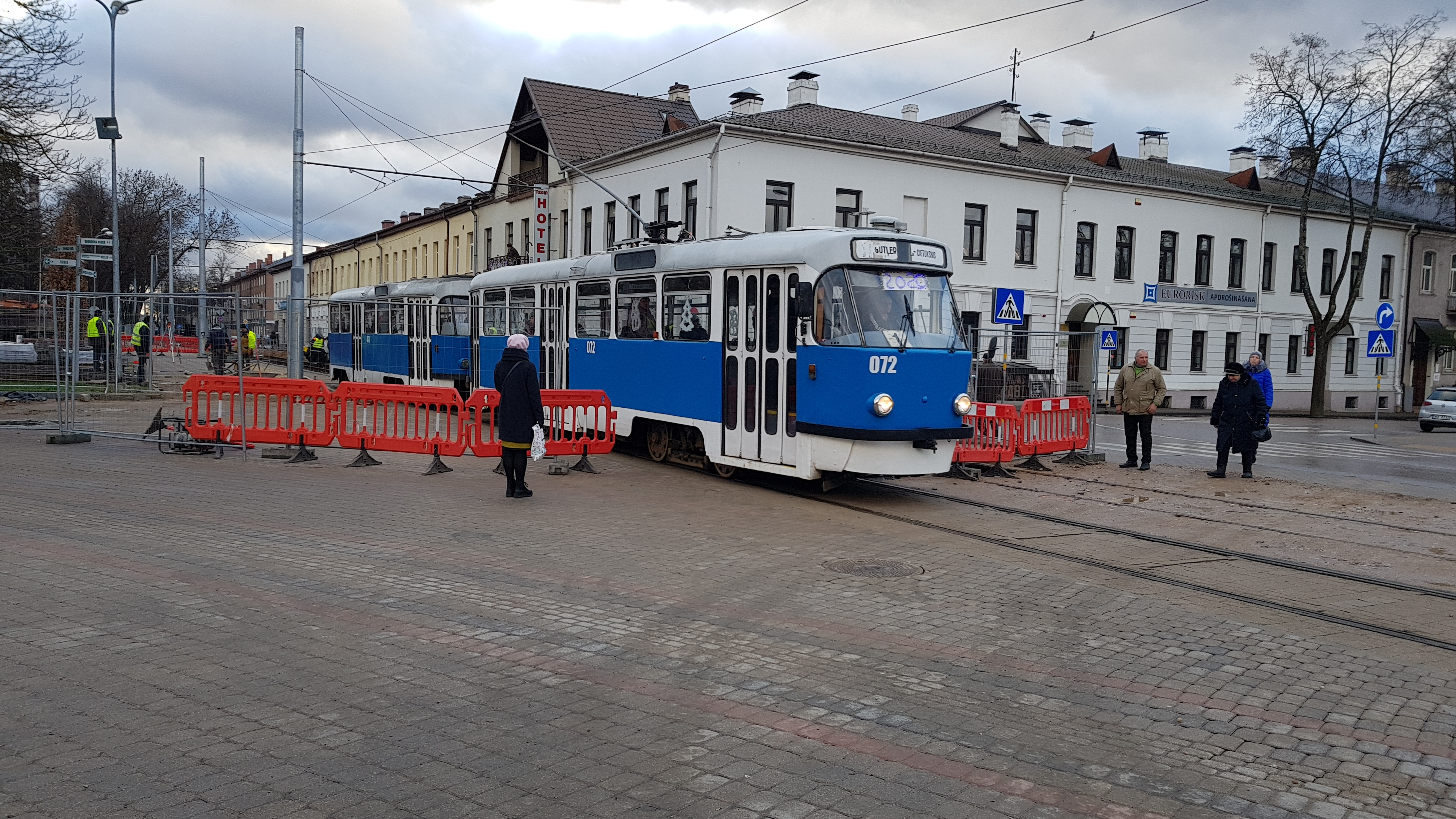
タトラT3D
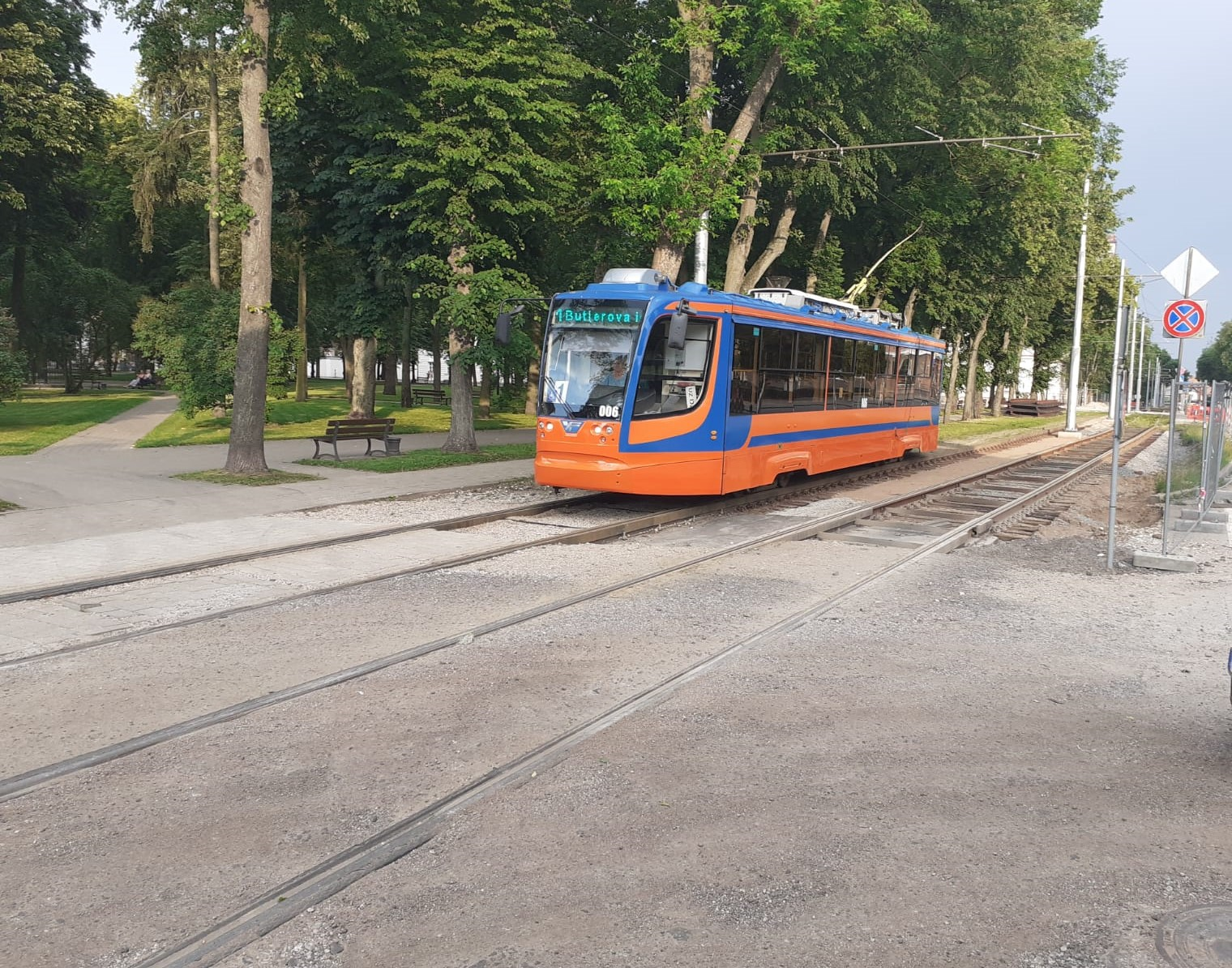
KTM-23（71-623）
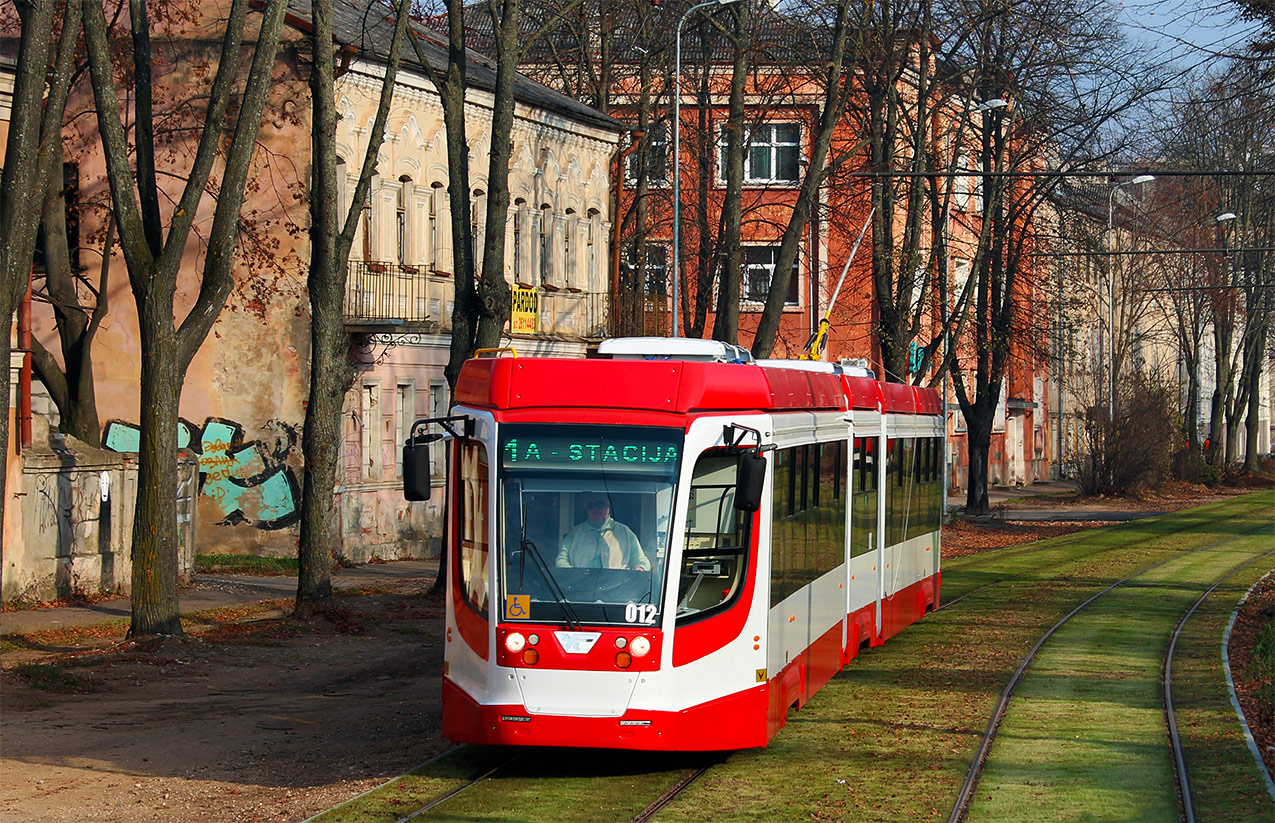
KTM-31（71-631）
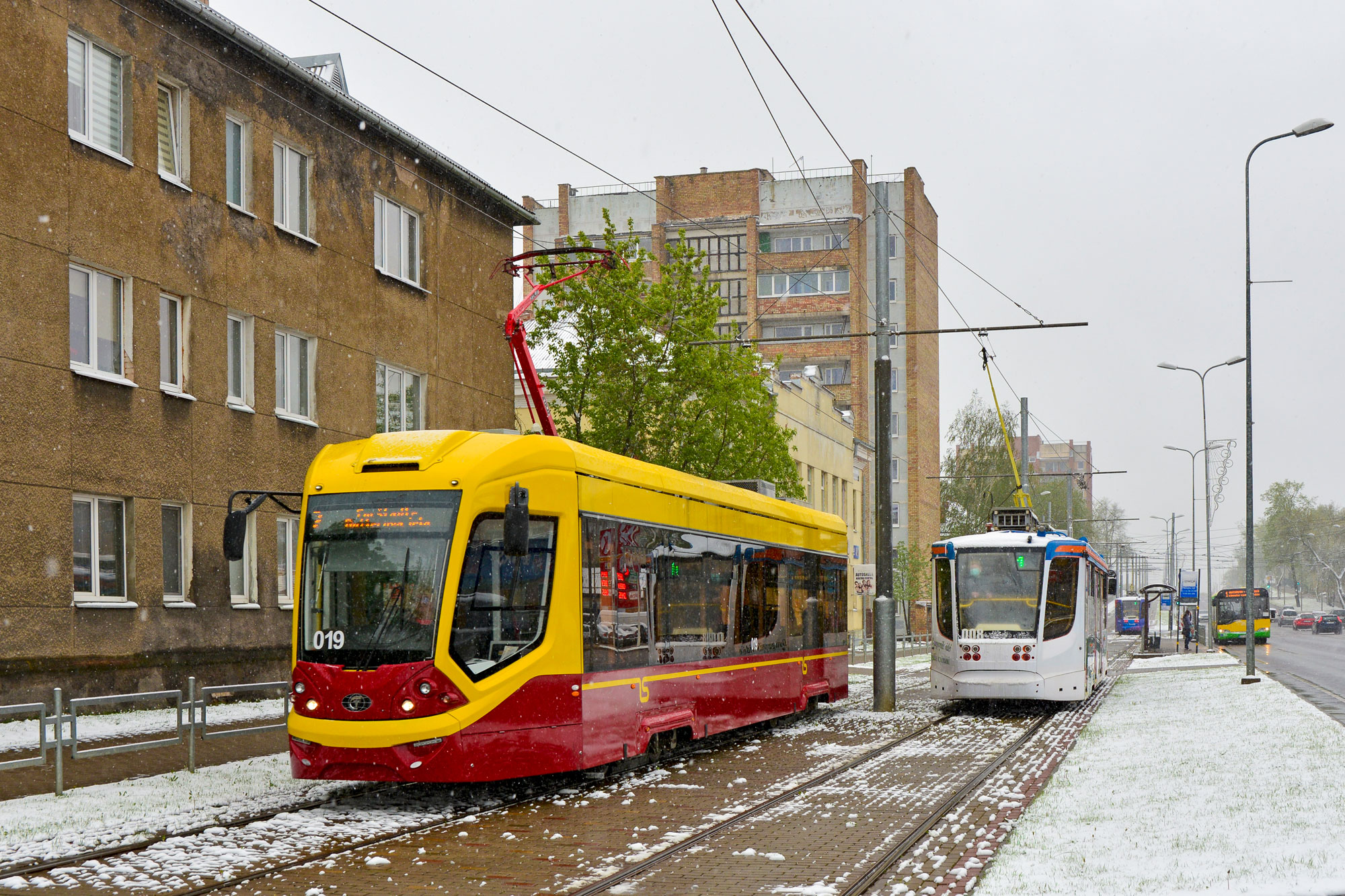
シティスター（71-911）（左）
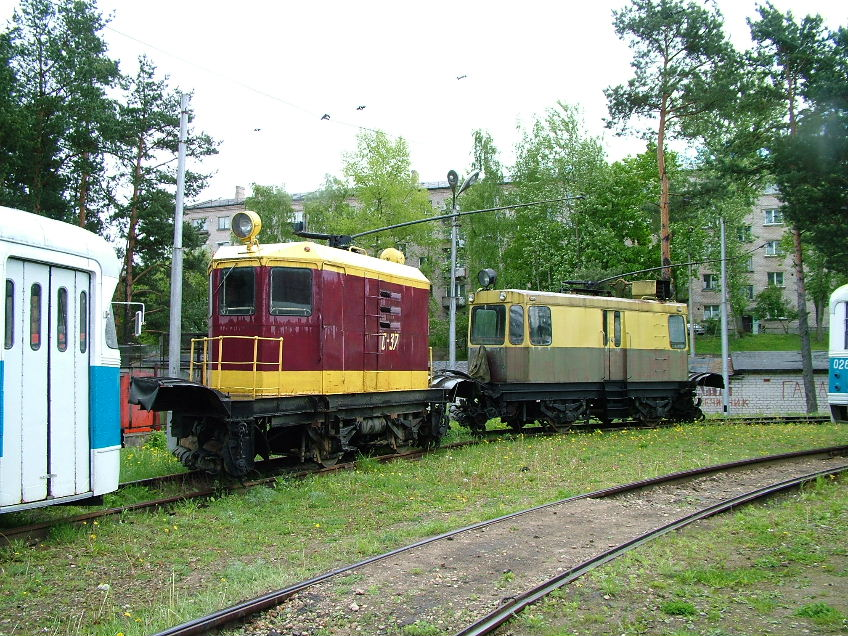
事業用車両